# Circuit d'Albacete
Le circuit d'Albacete (Circuito de Albacete) est un circuit situé sur la commune d'Albacete, en Castille-La Manche, Espagne. Il a été inauguré le 14 juillet 1990.

## Infrastructures
Le tracé, qui comprend de quatorze virages (huit à droite et six à gauche), s'étend sur 3,550 km. Il peut se dédoubler en deux circuits indépendants de 2,237 km et 1,336 km.
Le circuit offre 7 200 places assises en tribunes. Il présente également la particularité de pouvoir être éclairé de nuit, ce qui permet d'organiser des courses en nocturne.
En 2014, des travaux importants ont été réalisés pour un coût de plus d'1,1 million d'euros. La piste a été entièrement resurfacée et certaines portions ont été modifiées, faisant passer la longueur totale de 3 539 à 3 550 mètres. Les stands ont également été agrandis.

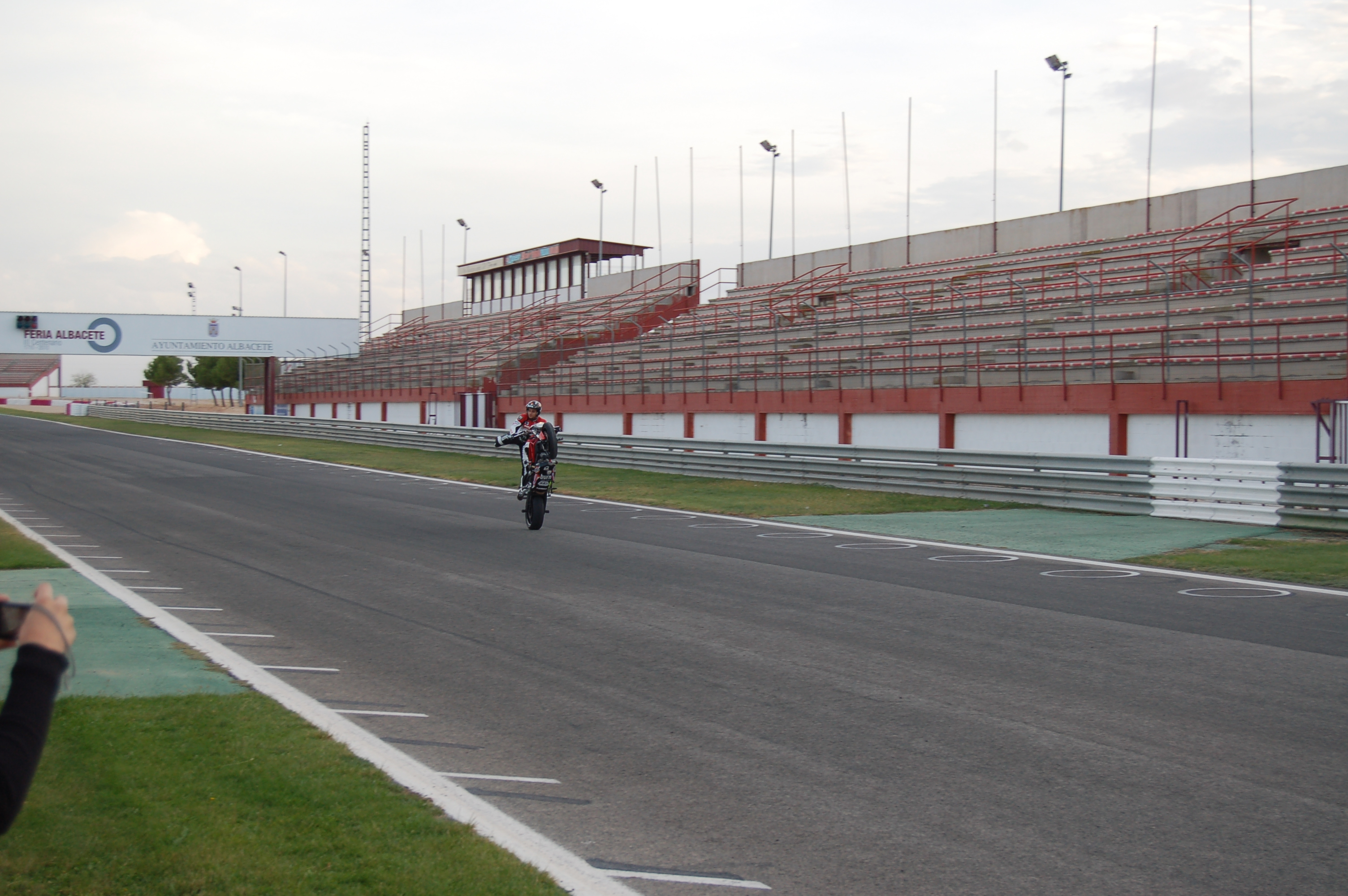
Les tribunes principales, face aux stands.

## Événements
Le circuit est principalement connu pour avoir accueilli le Championnat du monde d'endurance moto, le Championnat du monde de Superbike ou encore le Championnat d'Europe de courses de camions.
Il est également utilisé pour des stages de pilotage.